# Åke Nygren (läkare)
Lars Åke Nygren, född 1937, är en svensk läkare och professor emeritus i personskadeprevention vid Karolinska Institutet.
Nygren är specialiserad inom traumatologi. Hans forskning har fokuserat på försäkringsmedicin med fokus på förebyggande insatser och efterföljande rehabilitering. Han hjälpte även försäkringsbolagen Alecta och AFA Försäkring att bygga upp databaser över sina sjukskrivningsfall. Det var med hjälp av de databaserna Nygren noterade en sedan 1997 stigande trend i antalet sjukskrivna för depression. Nygren uppmärksamade professor Marie Åsberg på upptäckten, vilket ledde till samarbetet som mynnade ut i den nya diagnosen utmattningssyndrom. År 2010 tillsattes han som ordförande i regeringens nystartade Rehabiliteringsråd. Rådet samlade olika experter inom rehabilitering för att utvärdera regeringens satsning på rehabiliteringsverksamhet.